# Ḇ̂
Cette page contient des caractères spéciaux ou non latins. S’ils s’affichent mal (▯, ?, etc.), consultez la page d’aide Unicode.
Ḇ̂ (minuscule : ḇ̂), appelé B accent circonflexe macron souscrit, est un graphème utilisé dans la translitteration du moyen persan. Il s’agit de la lettre B diacritée d'un accent circonflexe et d'un macron souscrit.

## Représentations informatiques
Le B accent circonflexe macron souscrit peut être représenté avec les caractères Unicode suivants (latin de base, diacritiques) :
- composé et normalisé NFC (supplément latin-1, diacritiques) :

| forme     | représentation | chaîne de caractères | point de code | description                                                              |
| --------- | -------------- | -------------------- | ------------- | ------------------------------------------------------------------------ |
| capitale  | Ḇ̂              | Ḇ◌̂                   | U+1E06 U+0302 | lettre majuscule latine b macron souscrit diacritique accent circonflexe |
| minuscule | ḇ̂              | ḇ◌̂                   | U+1E07 U+0302 | lettre minuscule latine b macron souscrit diacritique accent circonflexe |

- décomposé et normalisé NFD (latin de base, diacritiques) :

| formes    | représentations | chaînes de caractères | points de code       | descriptions                                                                         |
| --------- | --------------- | --------------------- | -------------------- | ------------------------------------------------------------------------------------ |
| capitale  | Ḇ̂               | B◌̱◌̂                   | U+0042 U+0331 U+0302 | lettre majuscule latine b diacritique macron souscrit diacritique accent circonflexe |
| minuscule | ḇ̂               | b◌̱◌̂                   | U+0062 U+0331 U+0302 | lettre minuscule latine b diacritique macron souscrit diacritique accent circonflexe |